# Лабе (Німеччина)
Лабе (нім. Laboe, Лабьо) — територіальна громада на Півночі Німеччині, у землі Шлезвіг-Гольштейн. Входить до складу району Пльон. Складова частина об'єднання громад Пробстай.
Площа — 5,23 км2. Населення становить 5150 ос. (станом на 31 грудня 2020).

## Галерея

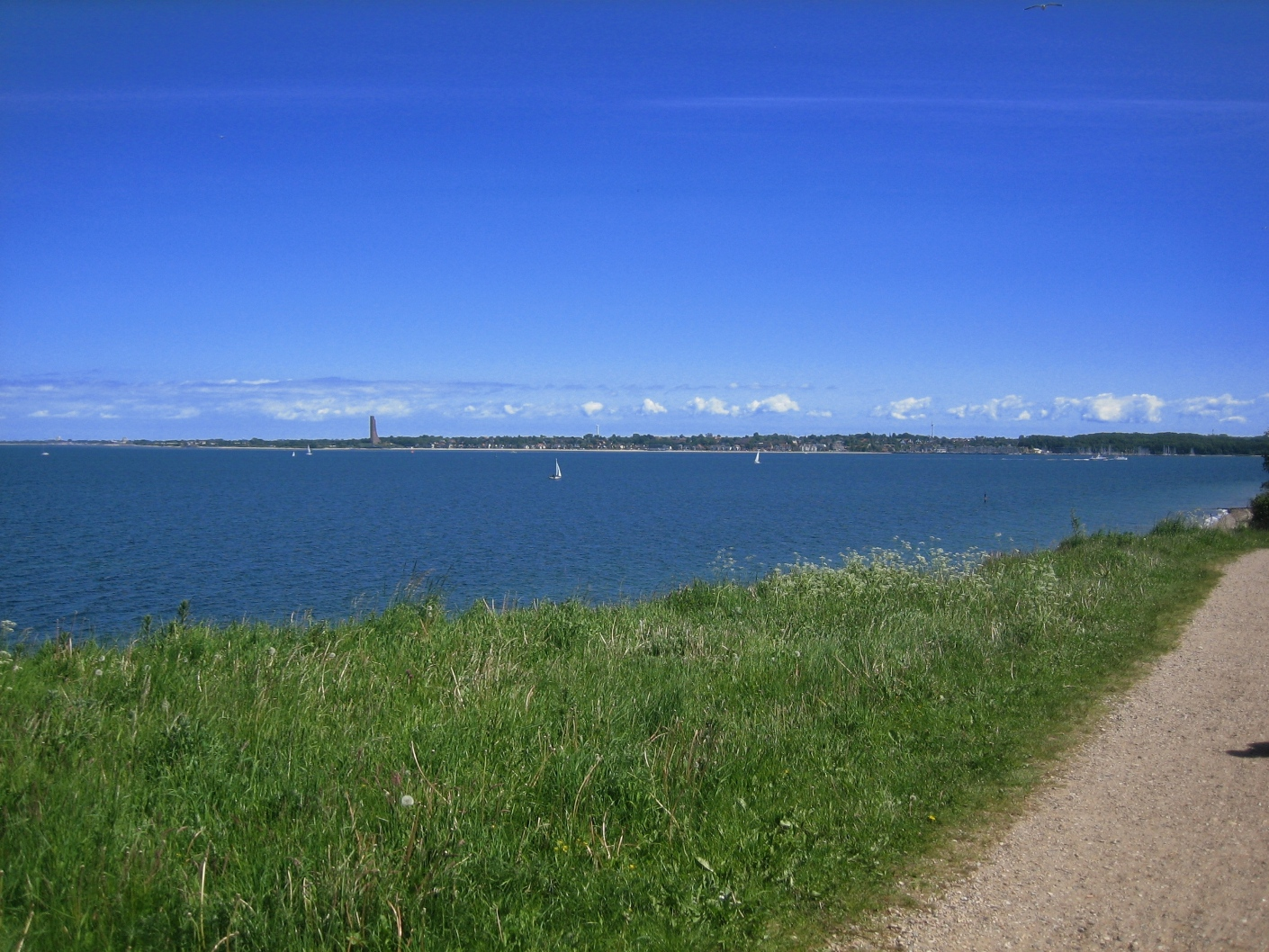
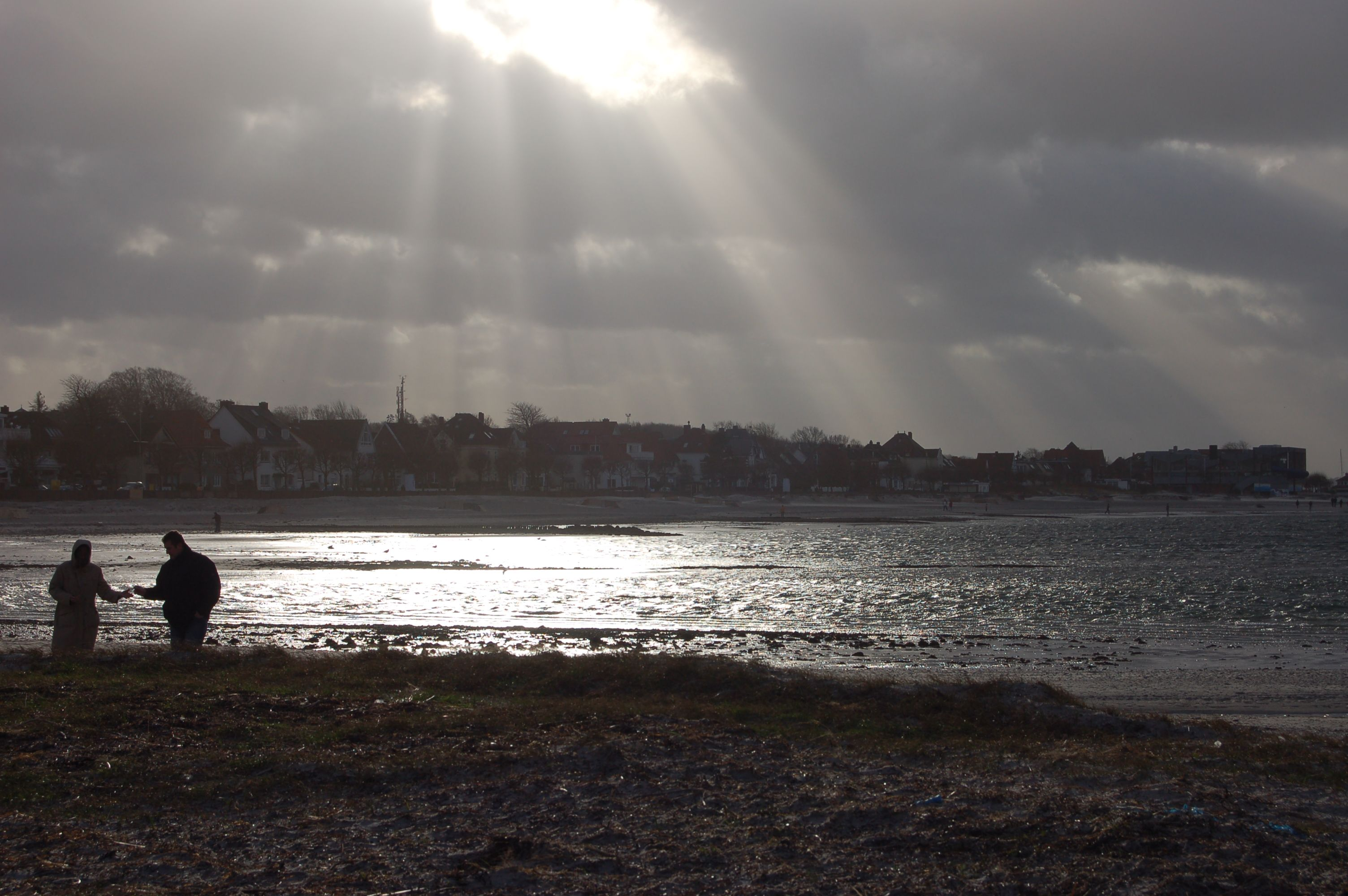
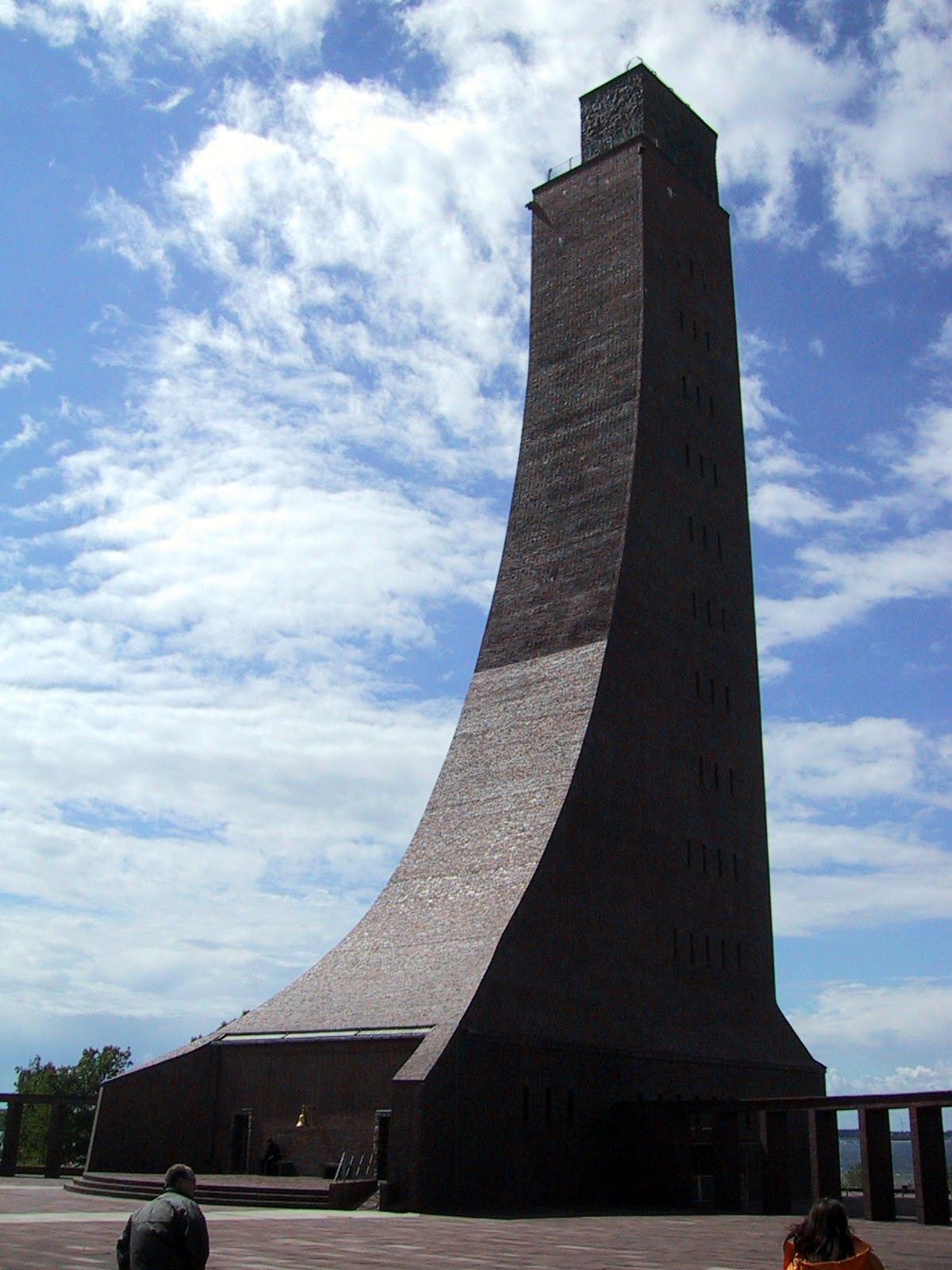
Памя'тник-меморіал загиблим морякам
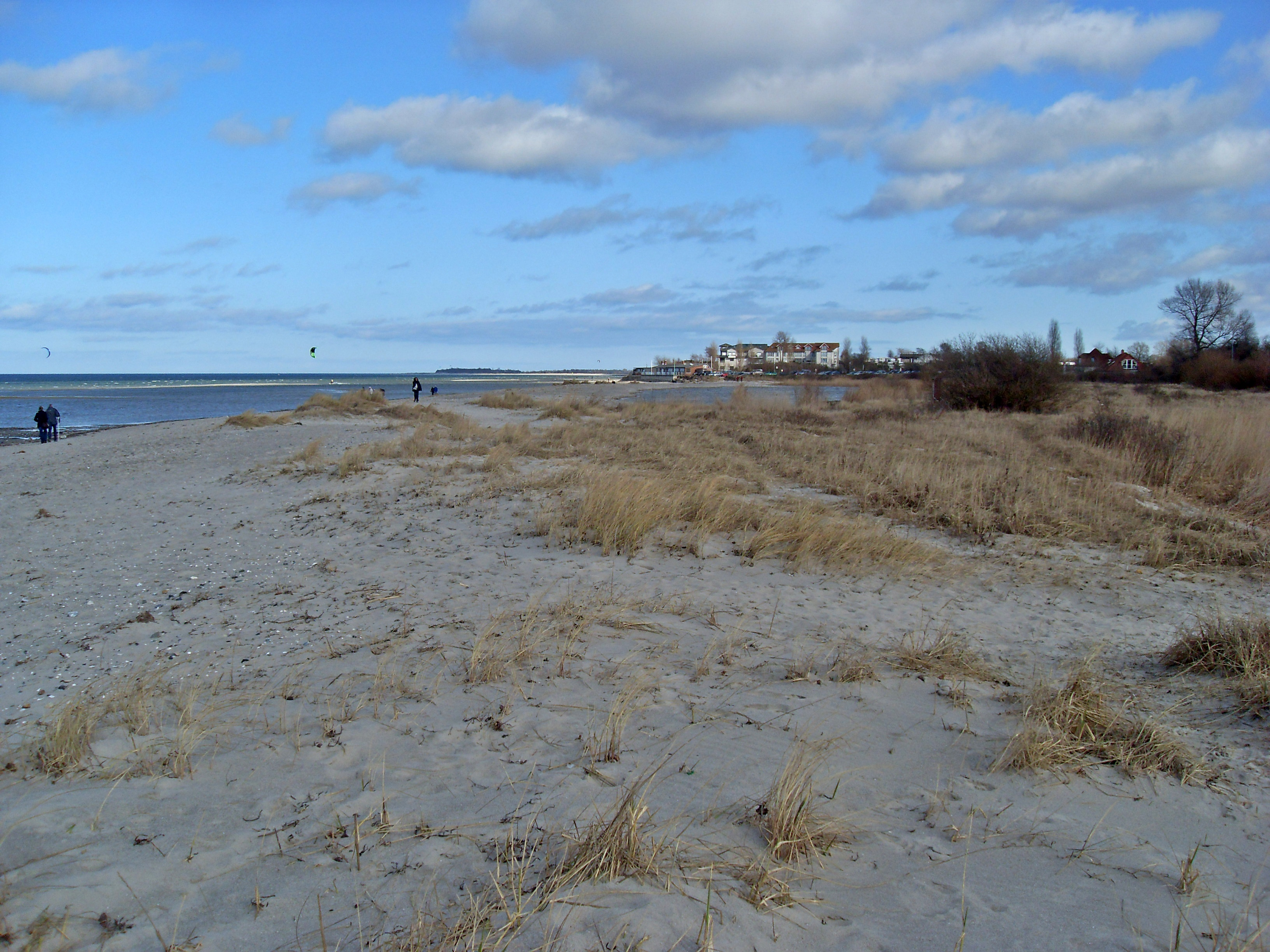